# Roger Aaron Brown
Roger Aaron Brown (* 12. Juni 1949 in Washington D.C.) ist ein US-amerikanischer Schauspieler.
Nach seinem Filmdebüt im Filmjahr 1950 spielte er erst wieder ab 1973 zahlreiche Rollen in Film- und Fernsehproduktionen, darunter in Spacecop L.A. 1991, Robocop 2 sowie als Techniker in Star Trek: Der Film. Brown erreichte internationale Popularität spätestens durchs die Hauptrolle des Deputy Chief Joe Noland, den er zwischen 2000 und 2004 in der Krimiserie The District – Einsatz in Washington verkörperte. 2007 war er wiederkehrend als ehemaliger Detective Carl Ames in der Krimiserie Life zu sehen.

## Filmografie (Auswahl)
- 1950: Inmaculada
- 1973: Crazies
- 1974: Die Straßen von San Francisco (The Streets of San Francisco, Fernsehserie, Folge 3x05)
- 1979: Star Trek: Der Film (Star Trek: The Motion Picture)
- 1979: Strange Fruit
- 1980: Ene Mene Mu und Präsident bist du (First Family)
- 1981: Thornwell
- 1984: T. J. Hooker (Fernsehserie, Folge 4x05)
- 1984: Das Mädchen des Monats (I Married a Centerfold)
- 1987: Near Dark – Die Nacht hat ihren Preis (Near Dark)
- 1988: Spacecop L.A. 1991 (Alien Nation)
- 1990: Applejuice (Meet the Applegates)
- 1990: Downtown
- 1992: Picket Fences – Tatort Gartenzaun (Picket Fences, Fernsehserie, Folge 1x02)
- 1995: Pecos Bill – Ein unglaubliches Abenteuer im Wilden Westen (Tall Tale)
- 1995: JAG – Im Auftrag der Ehre (JAG, Fernsehserie, Folge 1x04)
- 2000–2004: The District – Einsatz in Washington (The District, Fernsehserie, 89 Folgen)
- 2007: Life (Fernsehserie, 5 Folgen)
- 2009: Dr. House (House, Fernsehserie, Folge 6x03)
- 2010: Supernatural (Fernsehserie, Folge 5x16)
- 2023: Tiny Beautiful Things (Miniserie)